# Augusta Schiemann
Louise Augusta Schiemann, född den 25 maj 1824 i Köpenhamn, död den 22 juli 1902, var en dansk skådespelerska.  
Vid sin debut på Det kongelige Teater den 29 oktober 1843 som Trine Rar i Aprilsnarrene gjorde hon stor lycka, men uppnådde senare inte någon framträdande plats bland personalen. Hon, som 1849 blev provskådespelerska och 1856 kunglig skådespelerska, användes såväl i lustspel som i sångspel än som älskarinna och än som subrett, men gled efterhand ut ur repertoaren och fick avsked vid utgången av säsongen 1876-1877: Hennes sista uppträdande ägde rum den 7 april 1877 som Bobinette i Advokat Pathelin. Den 24 mars hade hon själv vid en föreställning på Folketheatret tagit farväl av publiken som kammarpigan Marianna i Tilfældet har ret, i vilken roll hon på sin tid hade vunnit särskilt erkännande. Den 16 april 1851 hade hon ingått ett senare upplöst äktenskap med kapellmusikern Christian Schiemann.